# Kotlin
 Denne artikel omhandler programmeringssproget. Opslagsordet har også en anden betydning, se Kotlin (ø).
Kotlin er et programmeringssprog, som er udviklet af JetBrains. Kotlin er designet til at være en mere moderne form for Java. Kotlin er blevet et officielt programmeringssprog til Android
.